# Forcipomyia fidens
Forcipomyia fidens är en tvåvingeart som först beskrevs av John William Scott Macfie 1936.  Forcipomyia fidens ingår i släktet Forcipomyia och familjen svidknott. Inga underarter finns listade i Catalogue of Life.